# Mahidolia mystacina
Mahidolia mystacina es una especie de peces de la familia de los Gobiidae en el orden de los Perciformes.

## Morfología
Los machos pueden llegar a alcanzar los 8 cm de longitud total.

## Hábitat
Es un pez de Clima tropical y asociado a los  arrecifes de coral que vive entre 5-20 m de profundidad.

## Distribución geográfica
Se encuentra en Australia, Camboya, la Polinesia Francesa, Guam,  India, Indonesia, el Japón, la Micronesia, Mozambique, Nueva Caledonia, República de Palau, Papúa Nueva Guinea, las Filipinas, Samoa , Sudáfrica, Taiwán y Tailandia.

## Observaciones
Es inofensivo para los humanos.